# Caníbal
Caníbal is een Spaans-Roemeense film uit 2013, geregisseerd door Manuel Martín Cuenca.

## Verhaal
Carlos (Antonio de la Torre) leidt een dubbelleven: aan de ene kant is hij een prestigieuze en respectabele kleermaker; aan de andere kant een monster dat mensenvlees eet. Alles verandert op de dag dat hij Nina (Olimpia Melinte) ontmoet, een Roemeens meisje dat op zoek is naar haar tweelingzus.

## Rolverdeling
| Acteur              | Personage         |
| ------------------- | ----------------- |
| Antonio de la Torre | Carlos            |
| María Alfonsa Rosso | Aurora            |
| Olimpia Melinte     | Nina en Alexandra |
| Joaquín Núñez       |                   |

## Ontvangst

### Recensies
Op Rotten Tomatoes geeft 58% van de 12 recensenten de film een positieve recensie, met een gemiddelde score van 5,97/10. Metacritic komt tot een score van 69/100, gebaseerd op 6 recensies.

### Prijzen en nominaties
De film werd genomineerd voor acht Premios Goya, waarvan de film er één won.
| Jaar | Prijs                           | Categorie                | Genomineerde                                       | Resultaat   |
| ---- | ------------------------------- | ------------------------ | -------------------------------------------------- | ----------- |
| 2014 | Premios Goya (28ste uitreiking) | Beste film               | Caníbal                                            | Genomineerd |
| 2014 | Premios Goya (28ste uitreiking) | Beste regisseur          | Manuel Martín Cuenca                               | Genomineerd |
| 2014 | Premios Goya (28ste uitreiking) | Beste acteur             | Antonio de la Torre                                | Genomineerd |
| 2014 | Premios Goya (28ste uitreiking) | Beste debuterend actrice | Olimpia Melinte                                    | Genomineerd |
| 2014 | Premios Goya (28ste uitreiking) | Beste bewerkt scenario   | Manuel Martín Cuenca, Alejandro Hernández          | Genomineerd |
| 2014 | Premios Goya (28ste uitreiking) | Beste camerawerk         | Pau Esteve Birba                                   | Gewonnen    |
| 2014 | Premios Goya (28ste uitreiking) | Beste enscenering        | Isabel Viñuales                                    | Genomineerd |
| 2014 | Premios Goya (28ste uitreiking) | Beste geluid             | Eva Valiño, Nacho Royo-Villanova, Pelayo Gutiérrez | Genomineerd |